# Parti indépendantiste (2008)
Pour les articles homonymes, voir Parti indépendantiste.
Le Parti indépendantiste est un parti politique québécois fondé en 2008 et disparu en 2018. Son principal engagement est de réaliser l'indépendance du Québec dès son élection au gouvernement. Le parti est identifié comme un groupe politique d'extrême droite en raison de ses liens avec des individus néonazis et des groupes xénophobes.
Le parti obtient son meilleur résultat lors des élections générales du 8 décembre 2008 en récoltant plus de 4 000 votes, soit 0,13 % des voix exprimées.

## Historique
Autorisé comme parti politique par le DGEQ le 18 octobre 2007, le Parti indépendantiste est officiellement fondé le 3 février 2008 à Montréal lors d'un congrès de fondation regroupant une quarantaine de personnes. Éric Tremblay, avocat de formation et fils de militants du Rassemblement pour l'indépendance nationale, est alors nommé porte-parole et chef du parti. À ce moment, le parti compte 600 à 700 membres,. Le premier congrès des jeunes du Parti indépendantiste est tenu le 24 février suivant.

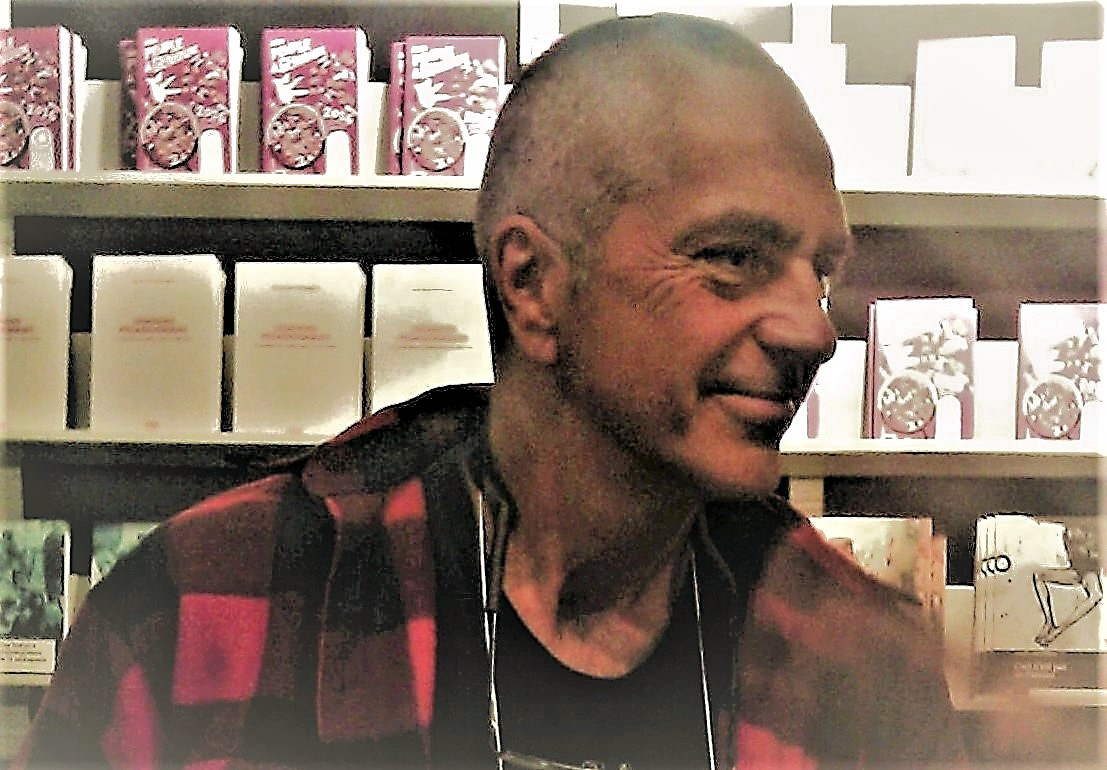
L'humoriste et écrivain Ghislain Taschereau donne son appui au parti en 2008.

La formation fait son entrée aux élections partielles de mai 2008, présentant des candidats dans trois circonscriptions ; Bourget, Pointe-aux-Trembles et Hull,. Le parti reçoit alors l'appui de l'humoriste et écrivain Ghislain Taschereau.
À l'automne 2008, l'exécutif du parti claque la porte devant le refus du chef de démissionner à la suite de la découverte de transactions bancaires douteuses.
Aux élections générales de décembre 2008, le parti présente 19 candidats. Des candidatures-vedettes sont annoncées dès le mois d'avril, alors que l'écrivain Victor-Lévy Beaulieu, déçu du Parti québécois et de l'Action démocratique du Québec, annonce qu'il briguera le scrutin dans Rivière-du-Loup contre Mario Dumont, le chef de l'ADQ. Victor-Lévy Beaulieu sera toutefois candidat indépendant et remettra sa carte du parti avant les élections. Le parti recrute aussi Ghislain Lebel, un ancien député du Bloc québécois et ancien candidat à la direction du PQ, qui renie son ancienne formation politique ; Lebel se réclame du nationalisme ethnique et déplore le nationalisme civique alors prôné par le PQ. C'est lors de ces élections que le Parti indépendantiste recueille le plus de voix de son histoire.

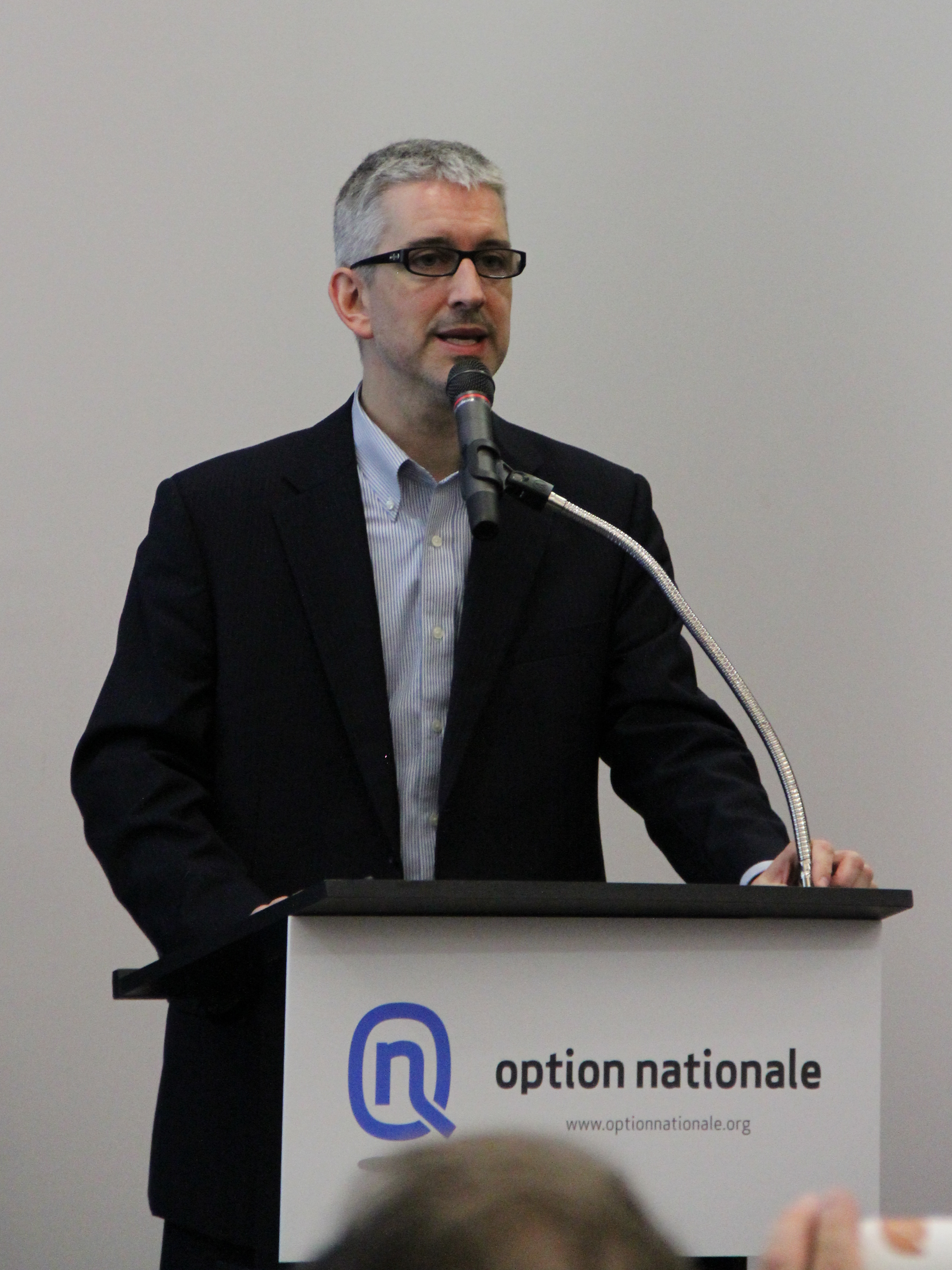
En 2011, Jean-Martin Aussant est courtisé par le parti, mais préfère fonder sa propre formation, Option nationale.

En 2011, le parti désire élargir son membrariat, cherchant à profiter des dissensions au sein du mouvement souverainiste québécois. Éric Tremblay invite Jean-Martin Aussant, Louise Beaudoin et Pierre Curzi, des députés de l'Assemblée nationale ayant quitté le PQ à la suite de l'adoption du controversé projet de loi privé 204, à rejoindre sa formation politique. Tremblay offre même à Aussant son poste de chef, convaincu que la présence de la formation à l'Assemblée nationale « donnerait des idées à d'autres souverainistes pressés qui pourraient se joindre [au parti] ». Aussant refuse et opte plutôt pour la fondation d'un nouveau parti, Option nationale. Découragé par le refus d'Aussant, Éric Tremblay quitte la direction du parti. Il est remplacé par Michel Lepage. Entretemps, des personnalités comme Jocelyn Desjardins appellent à une union des partis souverainistes.

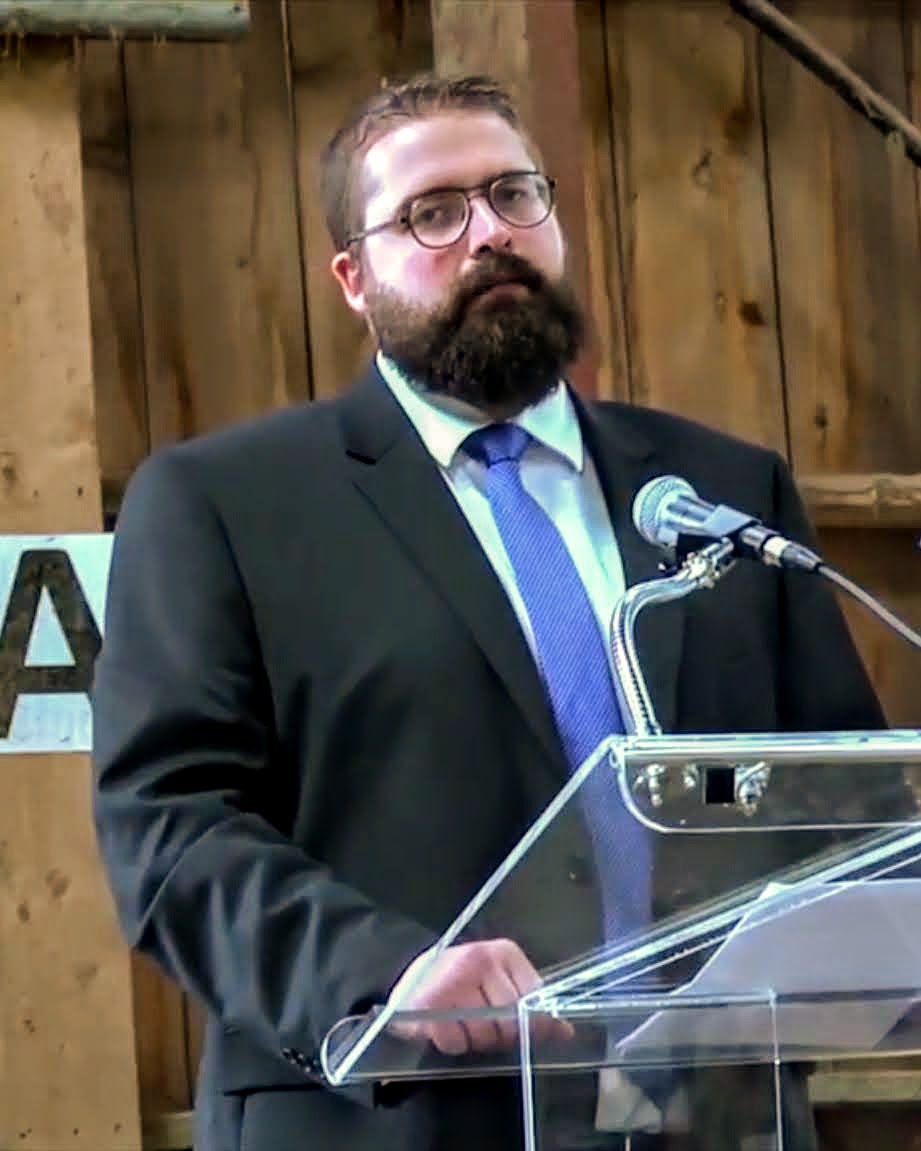
Alexandre Cormier-Denis est candidat pour le Parti indépendantiste dans Gouin en 2017.

En 2012, le parti fait les manchettes après qu'il a été révélé que son responsable des communications entretenait des liens avec des groupes xénophobes et suprémacistes blancs. Même si les liens avec l'extrême droite sont dénoncés par Michel Lepage en 2012, le chef soutient en 2017 la campagne de son candidat lors d'une élection partielle dans Gouin, qualifiée de xénophobe,,. Les pancartes controversées d'Alexandre Cormier-Denis, copiées d'une campagne du Front national, arborent le slogan « Choisissez votre Québec » et opposent deux images de la militante du FN Kelly Betesh, l'une la montrant vêtue d'une tuque bleue exhibant une épinglette du fleurdelisé et l'autre vêtue d'un niqab noir,. Les affiches sont retirées par la police à la suite de plaintes, puis réinstallées. Cormier-Denis, leader du groupe Horizon Québec Actuel, associé aux mouvements xénophobes et islamophobes,, récolte 81 votes (0,57 % des voix exprimées) lors des élections partielles du 29 mai 2017.

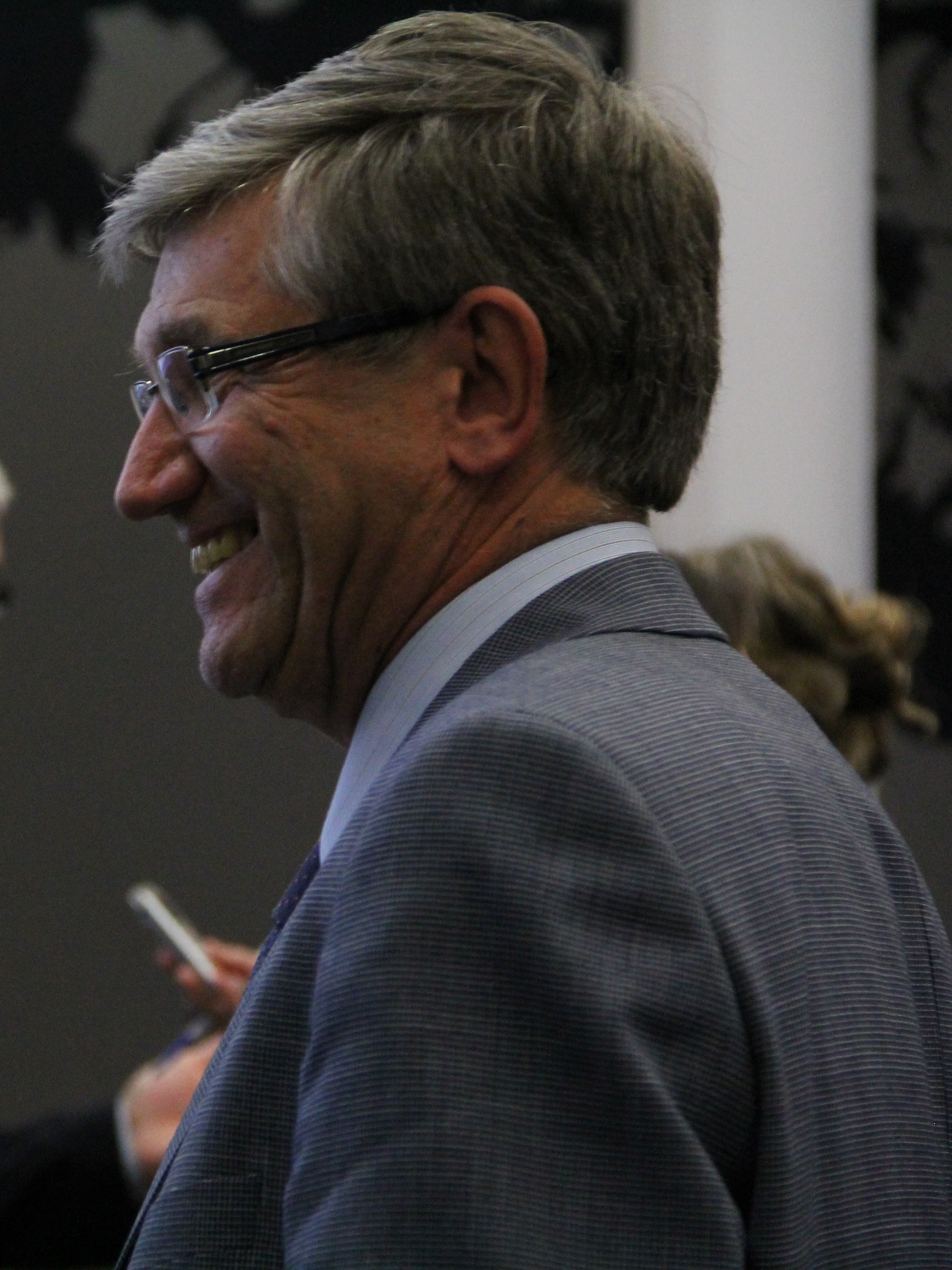
Denis Monière est un partisan de la fusion entre Option nationale et le Parti indépendantiste.

À la suite de la fusion d'Option nationale et de Québec solidaire, une soixantaine de membres dissidents d'ON, Denis Monière en tête, négocient leur transfert vers le Parti indépendantiste, malgré des « désaccords substantiels » entre les plateformes des partis, notamment sur le système scolaire anglophone et les quotas d'immigration. Il est alors question de fusion des programmes politiques et de changement de nom.
Le dernier rapport financier transmis par le parti au Directeur général des élections du Québec, couvrant du 1er janvier 2018 au 26 avril 2018, fait état de deux donateurs et d'un montant de 145 $ récolté par adhésion au parti.

## Idéologie
Le Parti indépendantiste est né à la suite de l'insatisfaction d'ex-membres du Parti québécois envers leur ancienne formation politique. L'élection de Lucien Bouchard et Pauline Marois à la tête du PQ, moins fermes sur la question de l'accession à l'indépendance du Québec, et la remise au calendes grecques par ce même parti du projet de référendum sur la souveraineté motivent l'établissement d'une nouvelle formation politique plus radicale sur le calendrier d'accession du Québec à l'indépendance,,. Ainsi, une Assemblée nationale constituée d'une majorité de députés du Parti indépendantiste « décréterait à la première occasion l'indépendance du Québec ».
Le Parti indépendantiste considère impératif la défense de la langue française au Québec; sa conception de l'identité québécoise exclut les locuteurs de l'anglais de par ses propositions d'abolir les institutions anglophones comme les commissions scolaires.
Considérant qu'il y a trop d'immigrants au Québec, la formation prône la baisse de l'immigration dans la province et l'imposition de quotas, faisant passer de 50 000 à 20 000 le nombre d'immigrants admis chaque année,.
Se réclamant du nationalisme ethnique, certains candidats font campagne contre le multiculturalisme canadien,.

### Liens avec l'extrême-droite
Le parti est identifié comme un groupe politique d'extrême droite par le Centre d’expertise et de formation sur les intégrismes religieux, les idéologies politiques et la radicalisation en raison de ses liens avec des individus néonazis et des groupes xénophobes.
Dès 2009, peu après sa fondation, le parti recrute des membres de groupes d'extrême droite, comme le Sainte-Foy Krew et la Fédération des Québécois de souche, qui insufflent une idéologie anti-immigration à la formation politique. Maxime Fiset, membre de ces groupes, recrute des dizaines de nouveaux membres pour le parti, ce qui lui vaut un siège sur l'exécutif national. Sébastien Moreau, s'affichant ouvertement comme néonazi, devient président du comité exécutif dans Louis-Hébert et responsable des communications internes du parti.
Le chef du parti soutient sans réserve la campagne de son candidat dans Gouin en 2017, associé aux mouvements d'extrême droite,.

## Résultats électoraux
| Élection       | Sièges                                   | Sièges         | Voix   | Voix        |
| Élection       | Candidats / Circonscriptions en élection | Sièges obtenus | Nombre | Pourcentage |
| -------------- | ---------------------------------------- | -------------- | ------ | ----------- |
| Mai 2008       | 3 / 3                                    | 0              | 640    | 1,38 %      |
| Décembre 2008  | 19 / 125                                 | 0              | 4 227  | 0,13 %      |
| Septembre 2012 | 10 / 125                                 | 0              | 1 244  | 0,03 %      |
| Avril 2014     | 1 / 125                                  | 0              | 126    | 0,00 %      |
| Octobre 2014   | 1 / 1                                    | 0              | 27     | 0,12 %      |
| Juin 2015      | 1 / 2                                    | 0              | 27     | 0,06 %      |
| Décembre 2016  | 3 / 4                                    | 0              | 176    | 0,24 %      |
| Mai 2017       | 1 / 1                                    | 0              | 81     | 0,57 %      |

## Chefs
| Chef          | Mandat      |
| ------------- | ----------- |
| Éric Tremblay | 2008 - 2011 |
| Michel Lepage | 2011 -      |